# Pasożyt dwudomowy

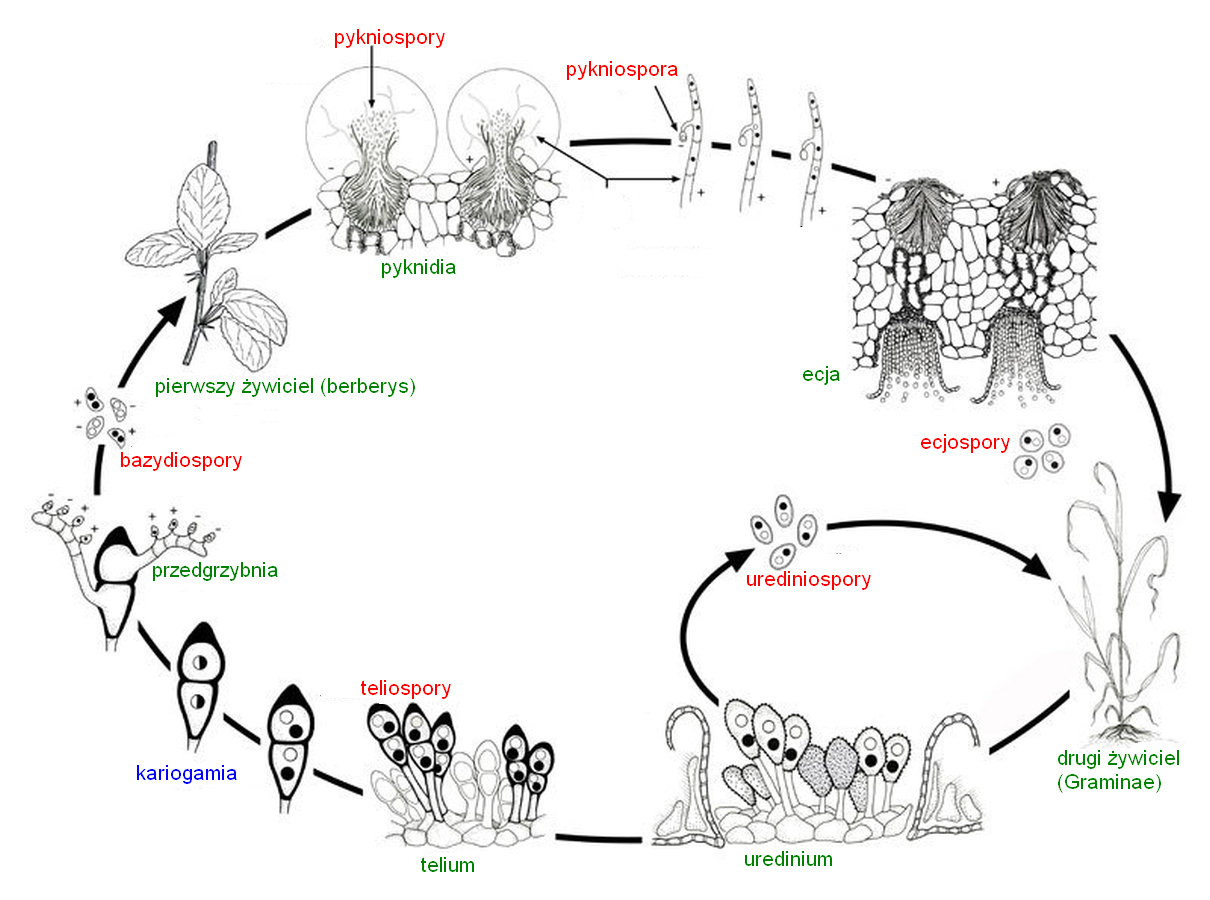
Cykl życiowy rdzy zbożowej

Pasożyt dwudomowy – pasożyt, którego pełny cykl życiowy musi odbywać się na co najmniej dwóch gatunkach żywicieli. Cykl taki określany jest jako heteroecja lub różnodomność (dwudomność). W zależności od kręgu żywicieli wyróżnia się dwa typy pasożytów dwudomowych:
- stenokseniczne – wykorzystujące dwa lub kilka spokrewnionych gatunków żywicieli,
- oligokseniczne – wykorzystujące kilka niespokrewnionych gatunków żywicieli.

Gdy pasożytami są zwierzęta, ich żywicieli dzieli się na dwie grupy:
- żywiciel pośredni – organizm, w którym lub na którym żerują postacie larwalne pasożyta,
- żywiciel ostateczny – organizm, w którym powstaje dorosła forma pasożyta.

Taki podział żywicieli przyjął się również w fitopatologii. Jednak gdy pasożytami są grzyby, bardziej właściwe jest używanie innych nazw:
- żywiciel ecjalny – żywiciel, u którego rozwijają się ecja,
- żywiciel telialny – żywiciel, u którego rozwijają się telia.

U zwierząt przykładem pasożyta dwudomowego jest motylica wątrobowa. Jej żywicielem pośrednim są ślimaki błotniarka moczarowa i błotniarka wędrowna, zaś żywicielem ostatecznym bydło i ludzie. Różnodomność występuje też u niektórych mszyc. Przykładowo bawełnica wiązowo-zbożowa żeruje na wiązach i trawach.
U grzybów przykładem pasożyta dwudomowego jest rdza zbożowa. Jej żywicielem ecjalnym jest berberys, żywicielem telialnym zboża.